# Muir S. Fairchild

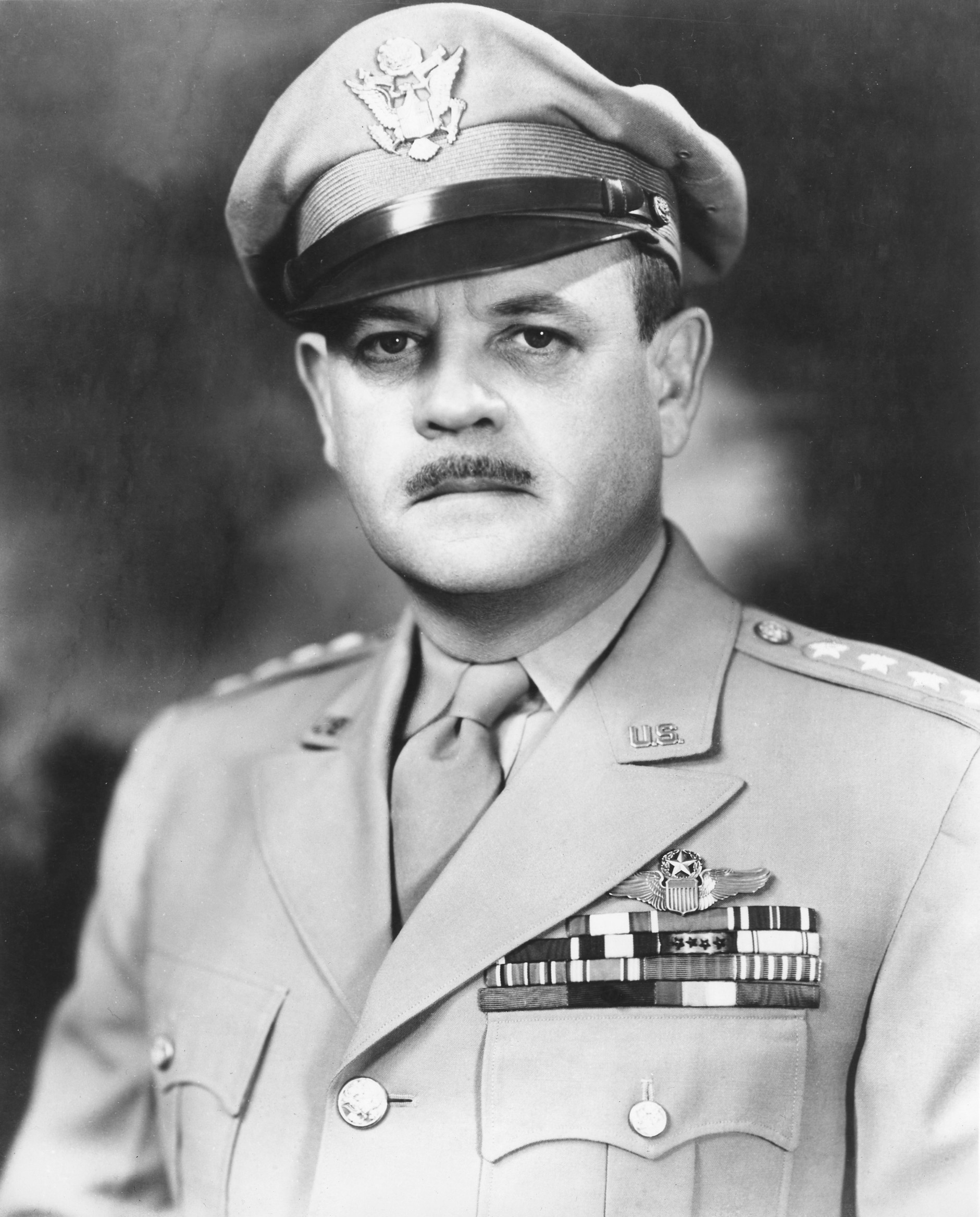
General Muir S. Fairchild

Muir Stephen Fairchild (* 2. September 1894 in Bellingham, Washington; † 17. März 1950 in Arlington, Virginia) war ein US-amerikanischer Offizier des US Army Air Service USAAS, des US Army Air Corps USAAC, der US Army Air Forces USAAF sowie zuletzt der US Air Force USAF, der zu den ersten neun Fliegern gehörte, die die neu geschaffene Auszeichnung Distinguished Flying Cross durch US-Präsident Calvin Coolidge am 2. Mai 1927 verliehen bekamen. Er war später unter anderem als General von 1946 bis 1948 Kommandant der Air University sowie zwischen 1948 und seinem Tode 1950 Vize-Chef des Generalstabes der US Air Force (Vice Chief of Staff of the Air Force).

## Leben

### Ausbildung zum Piloten, Erster Weltkrieg und Zwischenkriegszeit

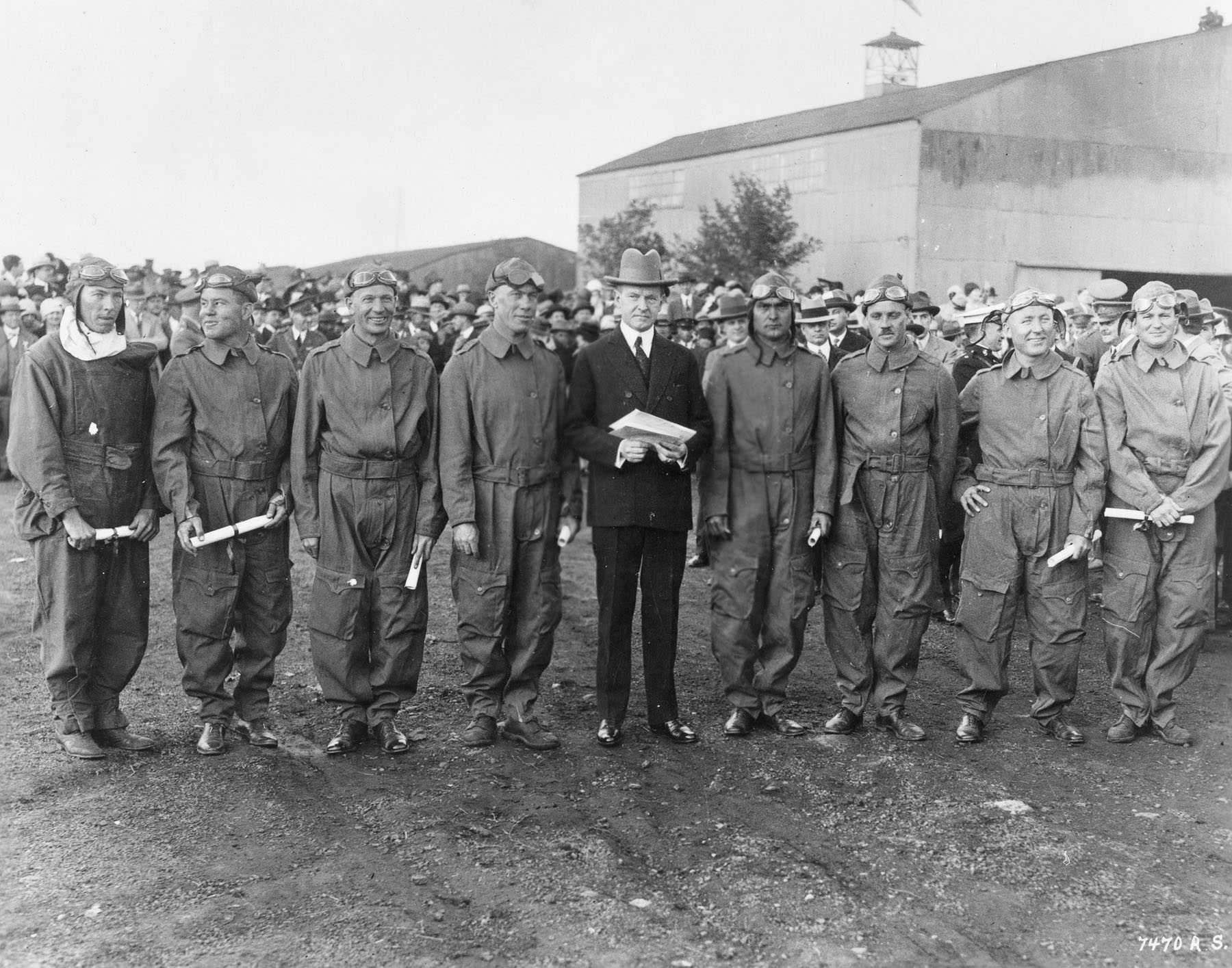
Fairchild (3.v.r.) und andere Offiziere bei der Verleihung des Distinguished Flying Cross durch US-Präsident Calvin Coolidge am 2. Mai 1927.

Muir Stephen Fairchild war der Sohn des Vorsitzenden der Eisenbahnkommission sowie der Kommission für den öffentlichen Dienst im Bundesstaat Washington Harry Anson Fairchild (1858–1911) und dessen Ehefrau Georgia Ann Crockett Fairchild (1857–1939). Nach dem Besuch der High School in Olympia begann er ein Studium an der University of Washington und trat noch während des Studiums in Seattle in eine Reserveeinheit des Fernmeldkorps (US Army Signal Corps) ein. 1916 wurde er im Range eines Sergeant zur Washington National Guard versetzt und nahm mit seiner Einheit an der Grenze zu Mexiko an der Suche nach dem berüchtigten Banditen und Revolutionär Pancho Villa teil. 1917 begann er seine Pilotenausbildung in Berkeley, die er in Frankreich und Italien fortsetzte. Nachdem er die Fliegerlizenz und seine „Wings“ erhalten hatte, wurde er im Januar 1918 zunächst in die Fliegerische Abteilung (Aviation Section) des US Signal Corps übernommen, aus der am 24. Mai 1918 der US Army Air Service USAAS hervorging. Während es Ersten Weltkrieges flog er Bomberflugzeuge und gemeinsam mit der französischen Luftwaffe (Aéronautique Militaire) Nachteinsätze über dem Rhein in Deutschland.
Nach Kriegsende kehrte Fairchild im Dezember 1918 in die USA zurück und fand in den folgenden Jahren überwiegend Verwendungen als Flugzeugingenieur auf den Militärflugplätzen McCook Field in Ohio, Mitchel Field in New York und Langley Field in Virginia. Zwischen dem 21. Dezember 1926 und dem 2. Mai 1927 flog er im Rahmen der „Pan American Good Will“-Tour nach Südamerika, einem 22.000 Meilen (35.406 Kilometer) langen Pionierflug, der darauf abzielte, den Luftpostdienst und die kommerzielle Luftfahrt der USA zu fördern und Freundschaftsbotschaften an die Regierungen und Menschen in Mittel- und Südamerika zu überbringen, während sie Flugrouten durch Amerika entwarfen. Die Tour startete mit fünf Amphibienflugzeugen vom Typ Loening OL und Besatzungen in Kelly Field in Texas, um in 23 mittel- und südamerikanischen Ländern zu landen, und endete in Washington, D.C. auf dem Militärflugplatz Bolling Field. Er gehörte mit Ira C. Eaker und Ennis Whitehead zu den ersten neun Fliegern, die die neu geschaffene Auszeichnung Distinguished Flying Cross durch US-Präsident Calvin Coolidge am 2. Mai 1927 verliehen bekamen.
Im Juni 1929 schloss er einen Lehrgang an der Air Corps Engineer School in Wright Field in Ohio ab und wurde als Vertreter des US Army Air Corps zum Flugzeughersteller Douglas Aircraft Company nach Santa Monica abgeordnet. Im Januar 1931 wurde er zum Hauptmann (Captain) befördert und absolvierte in den 1930er Jahren die Taktische Schule (Air Corps Tactical School) in Maxwell Field in Alabama, das US Army Industrial College und das US Army War College in Carlisle in Pennsylvania. Im Juni 1936 wurde er zum Major befördert und kehrte als Ausbilder an die Air Corps Tactical School nach Maxwell Field zurück und wurde im Juli 1939 zum Direktor für Lufttaktik und -strategie ernannt.

### Zweiter Weltkrieg, Nachkriegszeit und Aufstieg zum General

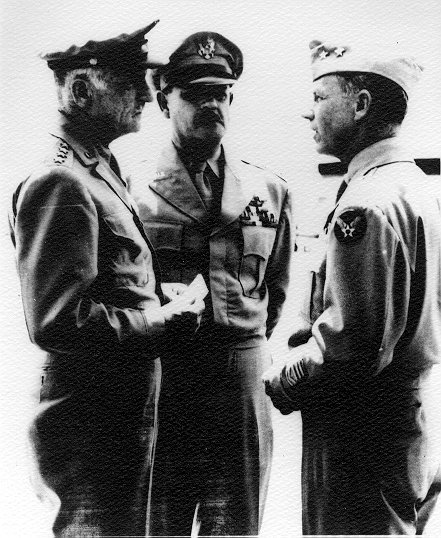
Generalmajor Fairchild (Mitte) im Gespräch mit General Carl A. Spaatz (links) und Generalmajor Donald M. Wilson (1946)

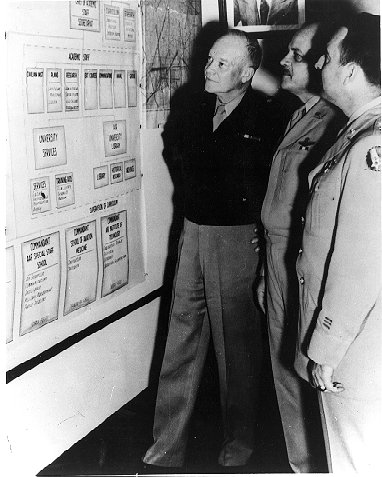
Fairchild (Mitte) bei einem Besuch des Chief of Staff of the Army General Dwight D. Eisenhower in der Air University.

Im Juli 1940 wechselte Muir S. Fairchild als Assistierender Verwaltungsoffizier in die Planungsabteilung im Büro des Chefs des US Army Air Corps, Generalmajor Henry H. Arnold, und hatte diese Funktion bis Juni 1941 inne. Während dieser Zeit wurde ihm am 16. November 1940 der zeitlich befristete Rang eines Oberstleutnants (Temporary Lieutenant Colonel) und er zudem am 18. April 1941 zum Oberstleutnant der Army of the United States (AUS) ernannt. Anschließend fungierte er zwischen Juni und August 1941 als Sekretär des Stabes im Hauptquartier der US Army Air Forces USAAF, die am 20. Juni 1941 aus dem bisherigen US Army Air Corps hervorgegangen sind. Nach seiner Ernennung zum Brigadegeneral der AUS am 4. August 1941 war er zwischen August 1941 und März 1942 Assistierender Chef des Luftkorps. Er wurde als solcher am 15. Oktober 1941 zum Oberstleutnant (Lieutenant Colonel) der regulären US Army befördert und bekam nach dem Eintritt der Vereinigten Staaten in den Zweiten Weltkrieg nach dem japanischen Angriff auf Pearl Harbor am 5. Februar 1942 außerdem den zeitlich befristeten Rang eines Oberst (Temporary Colonel) verliehen.
Im weiteren Verlauf des Zweiten Weltkrieges übernahm er im Hauptquartier der US Army Air Forces zwischen März und November 1942 den Posten als Direktor für militärische Anforderungen und wurde in dieser Verwendung am 3. August 1942 auch zum Generalmajor der Army of the United States ernannt. Im Anschluss wechselte er im November 1942 in das Büro des Gemeinsamen Operations- und Planungsstabes CCS (Combined Chiefs of Staff) und war dort bis Januar 1946 Mitglied des Gemeinsamen Ausschusses für strategische Untersuchungen (Joint Strategic Survey Committee). Zugleich gehörte er zwischen dem 21. August und dem 7. Oktober 1944 als Mitglied zur US-Delegation bei der Konferenz von Dumbarton Oaks und fungierte zudem vom 25. April bis zum 26. Juni 1946 als militärischer Berater der US-Delegation bei der Konferenz von San Francisco zur Erarbeitung der Charta der Vereinten Nationen.
Nach Kriegsende wurde Muir S. Fairchild unter gleichzeitiger Beförderung zum Generalleutnant (Lieutenant General) am 6. Februar 1946 erster Kommandant der Air University, die am 15. März 1946 offiziell ihren Betrieb aufnahm, und hatte diese Funktion bis zu seiner Ablösung durch Generalmajor Robert W. Harper am 17. Mai 1948 inne. Zuletzt übernahm er am 27. Mai 1948 im Range eines Generals von General Hoyt S. Vandenberg den Posten als Vize-Chef des Generalstabes der US Air Force (Vice Chief of Staff of the Air Force), die am 18. September 1947 als Nachfolgerin der US Army Air Forces gegründet wurde. Er bekleidete dieses Amt bis zu seinem Tode am 17. März 1950, woraufhin General Nathan F. Twining am 10. Oktober 1950 seine Nachfolge antrat.
Muir Stephen Fairchild war zwei Mal verheiratet. Seine erste Ehe mit Alice Elizabeth Ann Brocha Fairchild (1898–1921) blieb kinderlos. Aus seiner zweiten Ehe mit Florence Alice Fairchild (1898–1989) ging die Tochter Betty Anne Fairchild Calvert (1927–2010) hervor, deren Ehemann Oberstleutnant Ross Hamilton Calvert Jr. (1918–1997) im Zweiten Weltkrieg, Koreakrieg und im Vietnamkrieg gedient hatte und mit dem Distinguished Service Cross sowie vier Mal mit dem Silver Star ausgezeichnet wurde. Nach seinem Tode wurde Muir S. Fairchild auf dem Nationalfriedhof Arlington beigesetzt.

## Auszeichnungen
Auswahl der Dekorationen, sortiert in Anlehnung an die Order of Precedence of the Military Awards:
- Army Distinguished Service Medal (2×)
- Distinguished Flying Cross